# ラジオ離れ
ラジオ離れ（ラジオばなれ）とは、娯楽や情報収集の手段としてラジオを利用していたものの、別のメディアへの乗り換え等により人々のラジオの使用頻度が減少すること。

## 日本
日本では過去にラジオから他メディアへの転換が進んだ時期は何度か存在している。

### 1960年代
1950年代から1960年代にかけて、日本では全国各地で民放テレビ局の開局が相次いだ。その結果、1959年（昭和34年）にテレビとラジオの広告費が逆転し、ラジオの普及率が急激に減少し、1960年代に入るとラジオ番組からのスポンサー離れが進み、1962年（昭和37年）にはラジオの広告費が対前年比で初めて減少。以後1965年（昭和40年）までラジオの広告費が対前年比で減少を続けた。
この結果多くのラジオ局でノンスポンサーの番組枠が急増し、一時ラジオ局の番組編成に支障をきたすほどの状況が生まれた。当時広告代理店勤務でニッポン放送担当だった半村良は、後にインタビューで当時を回想して「放送局の社員でもないのに、スポンサーさえ見つけてくれば勝手にキー局の時間枠を取って番組が作れる時代だった」「結局自分でパーソナリティを見つけてきて、自分で台本を書いて、自らディレクター代わりにキューを振ったりしていた」と語っている。
これに対し、ニッポン放送では1964年（昭和39年）4月の番組改編で、トランジスタラジオやカーラジオの普及によりラジオの聴取スタイルがそれまでの「家族みんなで1台のラジオを聴く」形から「1人1台のラジオで好きな番組を聴く」形に変化しているとして、時間帯ごとに特定の聴取者層を想定してその聴取者にターゲッティングした番組を流す「オーディエンス・セグメンテーション」編成を実施。これが大きな効果を挙げたことに加え、1960年代後半からのいわゆる深夜放送ブームなどに乗る形で、パーソナルなメディアとしてのラジオの効果が再認識された。その結果、ラジオにも再びスポンサーが戻るようになり、多くのラジオ局は一時の経営危機を脱した。1970年代にはBCL、1980年代にはエアチェックやFM情報誌が流行した。

### 1990年代以降
バブル崩壊の影響はラジオにも及び、日本国内のラジオ広告費は1991年（平成3年）の2,406億円をピークに長期的に減少を続け、1990年代後半には一時持ち直すも（1995年 - 1998年、2000年は対前年比プラスとなった）、2012年（平成24年）には1,246億円と、ピーク時の約半分にまで落ち込んだ。ラジオは既存のメディアの中でも特に厳しい状況に置かれ、この結果、多くのラジオ局が赤字決算に転落している。2010年（平成22年）にはKiss-FM KOBEが民事再生法の適用を受けている。
さらにテレビのパーソナル化や衛星放送の普及、パソコン、携帯電話等の普及に伴うインターネット接続の定着、YouTubeやニコニコ動画等といった動画サイトやSNS、音楽配信、ゲーム機等の普及など、メディアと娯楽選択が多様化していった。アニラジや宗教番組などラジオ局での放送をやめてインターネット配信に移行した例も多い。
日本において、ラジオ局同士の経営統合等はマスメディア集中排除原則との関係で従来非常に困難な状況であったが、2010年（平成22年）2月に日本民間放送連盟（民放連）ではラジオ局に対する同原則の大幅緩和を要望。また同年4月には大阪府の第3FM局であるFM COCOLOが同じ大阪のFM802の関連会社に番組制作の大半を委託したことで事実上FM802傘下となるなど、同原則の緩和を待たずしてラジオ局同士の実質的な経営統合が進み始めたため、総務省では2011年（平成23年）3月にラジオ局に対する規制の大幅緩和を行う方針を明らかにしている（詳しくはマスメディア集中排除原則#制度改正とその動きを参照）。さらに、同年9月末には愛知県の第3FM局であるRADIO-iが放送を終了（廃局）した。
このようなラジオ局の状況を受け、若者を中心とするラジオ離れへの取り組みとして、2009年（平成21年）に民放ラジオ101社のパーソナリティなどが、それぞれ地元の小中学校や高校を訪問するキャンペーン「ラジオがやってくる!」を展開。さらに2011年（平成23年）2月2日からNHKと民放連が共同で「はじめまして、ラジオです」と題した、高校生を主な対象としたキャンペーンを開始した。
第1回はNHK放送センターを含む渋谷地区を舞台にNHKと中波・FMキー局が担当し、2011年（平成23年）5月15日 9時 - 19時の予定で実施される予定だったが、2011年（平成23年）3月11日に発生した東日本大震災の影響で開催を延期、改めて同年10月2日 9時 - 18時の間に開催された。第2回は大阪、第3回は名古屋と各地へ巡回して開催された。
また、2010年代にはIPサイマルラジオ｢Radiko｣および「らじる★らじる」など、ラジオをインターネット上で展開する新しい試みも行われた。
2014年（平成26年）にラジオ広告費がようやく底を打ち、以後は1,200億円台でほぼ横ばいを推移していたものの、2020年（令和2年）には新型コロナウイルス（COVID-19）の流行の影響から企業が広告出稿を手控えた結果、1,066億円と大きく減少した。外出自粛や在宅勤務といった生活の変化からリスナー数が増加した側面もあったものの、依然として若年層を中心に「（地上波・インターネット経由問わず）ラジオは聞いたことがない」と回答している割合も高いとする調査結果も存在し、厳しい状況が続いた。
同年6月30日には新潟県民エフエム放送（FM PORT）とRadio NEO（愛知県名古屋市）が閉局し、同年9月1日にはInterFM897がジャパンエフエムネットワーク（JFNC）に買収され完全子会社化・JFN特別加盟局入りした。
2021年6月、AM局44局がFM転換の方針を発表。AM局全体の売上高は過去最大だった1991年の2040億円から2017年には797億円と、四半世紀で6割減という急速な減少をしており、設備更新費用が負担になっていたことによる。

## アメリカ
2000年代に入りアメリカ合衆国では放送会社が所有するラジオ局の売却が相次いでいる。
しかし、2000年から12歳以上のアメリカ人のオンラインラジオの聴取率を調査しているエディソン・リサーチ社の2017年の調査によると、オンラインラジオの月間ラジオリスナーは61%、聴取者推計値は1億7,000万人に達しており、1週間の聴取平均時間は14時間39分（1日約2時間）で過去最長を記録した。